# 聖安東尼奧 (胡胡伊省)
聖安東尼奧（西班牙語：San Antonio），是阿根廷的城鎮，位於該國西北部胡胡伊省，是聖安東尼奧縣的首府，距離聖薩爾瓦多-德胡胡伊37公里，海拔高度467米，2001年人口3,698。
24°22′03″S 65°20′07″W / 24.36750°S 65.33528°W